# 다단 로켓

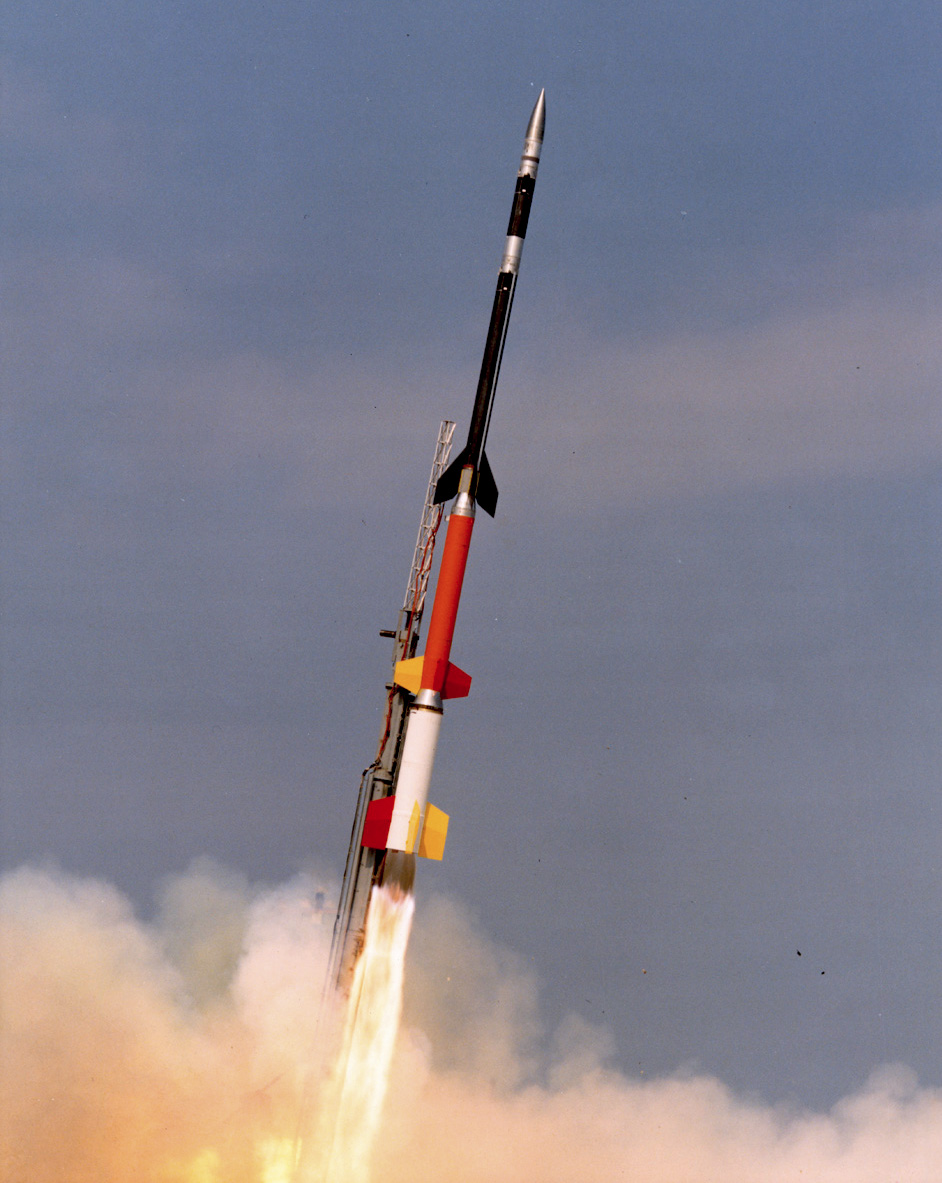
관측 로켓 블랙 브랜트 12호

다단 로켓(multistage rocket) 또는 스텝 로켓(step rocket)은 각각 자체 엔진과 추진제가 포함된 두 개 이상의 로켓단을 사용하는 발사체이다. 텐덤(tandem) 또는 직렬(serial)단은 다른 단 위에 장착된다. 평행(parallel)단이 다른 단 옆에 부착된다. 그 결과 사실상 두 개 이상의 로켓이 서로 위에 쌓이거나 옆에 부착된다. 2단 로켓은 매우 일반적이지만 최대 5개의 개별 단을 갖춘 로켓이 성공적으로 발사되었다.
추진체가 부족할 때 단계를 버리면 남은 로켓의 질량이 감소한다. 각 연속 단계는 더 높은 고도에서 대기압 감소와 같은 특정 작동 조건에 맞게 최적화될 수도 있다. 이 단계를 통해 나머지 단계의 추력을 통해 로켓을 최종 속도와 높이까지 더 쉽게 가속할 수 있다.
직렬 스테이징 방식에서는 제1단이 맨 아래에 있고 일반적으로 가장 크며, 제2단과 후속 상위 단이 그 위에 있으며 일반적으로 크기가 줄어든다. 병렬 준비 계획에서는 고체 또는 액체 로켓 부스터가 발사를 지원하는 데 사용된다. 이를 "0단"(stage 0)이라고도 한다. 일반적인 경우에는 1단 엔진과 부스터 엔진이 발사되어 전체 로켓을 위쪽으로 추진한다. 부스터에 연료가 떨어지면 로켓의 나머지 부분(보통 작은 폭발물이나 폭발성 볼트를 사용하여)에서 분리되어 떨어져 나간다. 제1단은 완전히 타서 떨어진다. 이렇게 하면 바닥에 제2단이 있는 더 작은 로켓이 남게 되고, 이어서 발사된다. 로켓 분야에서는 스테이징이라고 알려진 이 프로세스는 원하는 최종 속도에 도달할 때까지 반복된다. 직렬 스테이징의 경우 분리 전에 상단의 단이 점화되는 경우도 있다. 단 간 링(ring)은 이를 염두에 두고 설계되었으며 추력은 두 발사체를 확실하게 분리하는 데 사용된다.
궤도 속도에 도달하려면 다단 로켓이 필요하다. 단발궤도 설계가 모색되고 있지만 아직 시연되지 않았다.
러시아의 콘스탄틴 치올콥스키, 미국의 로버트 고다드, 독일의 헤르만 오베르트 등의 과학자들이 다단 로켓 개발에 공헌하였다.

## 같이 보기
- 단발궤도선
- 재사용 가능 우주발사체
- 원지점 킥모터
- 화룡출수